# Vèrtebra dorsal
Les vèrtebres dorsals (o toràciques) són les 12 vèrtebres (T1-T12) que estan a continuació de les cervicals, en la zona mitjana de l'esquena. Són més gruixudes i menys mòbils que les cervicals.
Entre cada vèrtebra existeix una articulació amb les costelles, pel que tenen unes cares que les diferencien de les lumbars i cervicals. No presenten cap forat en aquesta apòfisi (com les vèrtebres cervicals) i l'apòfisi espinosa assenyala cap amunt i cap avall. Tenen una cara articular que correspon al cartílag de la costella.
El seu cos és cilíndric, amb dues cares articulars, superior i inferior. Cada cara articula amb la cara inferior de la vèrtebra que hi ha per damunt i amb la cara superior que està per sota. El cos de cada vèrtebra dorsal de la columna suporta el pes de la vèrtebra que es troba damunt (i del crani), mentre que l'arc permet crear una zona en forma de canal al llarg de la columna que acull i protegeix la medul·la espinal. El forat raquidi, és sensiblement circular.